# Francisco José Domingo de Santa Teresa
Francisco María Ugartechea Urquieta va néixer en la localitat biscaina de Markina (actual Markina- Xemein) el 23 de setembre de 1888.
Va realitzar els seus estudis musicals i eclesiàstics en el seminari carmelita de Larrea. Després de ser nomenat sacerdot, va decidir ampliar els seus estudis musicals. Al seu torn, va cursar els estudis de Filosofia a Pamplona i Vitòria-Gasteiz i els de Teologia a Vitòria-Gasteiz i Burgos. Va estudiar la música gregoriana en profunditat en l'Abadia benedictina de Solesmes (Sarthe, França).
En esclatar la Guerra Civil, va ser perseguit i empresonat durant tres anys en diferents presons espanyoles. En 1940, una vegada excarcerat, li van bandejar a Santander, on va contactar amb músics càntabres. Es va dedicar, a més d'harmonitzar les cançons d'aquesta comunitat autònoma, a revisar i editar les seves composicions anteriors. En 1967 va ser destinat a Markina, el seu poble natal, on va morir en 1980.
Va destacar per les seves capacitats per harmonitzar tant música gregoriana com a popular. Algunes de les seves obres més conegudes són:
- Missa Pastoralis
- Missa Secunda Pastoralis
- Stabat Mater